# Беляй (посёлок)
Беляй — посёлок в Первомайском районе Томской области России. Входит в состав Первомайского сельского поселения.

## География
Находится на востоке региона, в таёжной зоне, в 3 км от районного центра Первомайское, на правом берегу реки Чулым и её притоке р. Курья Беляй.
Уличная сеть: Горный переулок, ул. 40 лет Победы, ул. Гагарина, ул. Горького, Дачная ул., Заречная ул., Зелёная ул., Киевская ул., ул. Кирова, Ключевская ул., ул. Лермонтова, Лесная ул., Луговая ул., Нагорная ул., ул. Островского, ул. Плеханова, Портовая ул., Путейская ул., Рабочая ул., ул. Титова, ул. Фрунзе, ул. Чехова, Чулымская ул., Школьная ул.

## История
В соответствии с Законом Томской области от 10 сентября 2004 года № 204-ОЗ посёлок вошёл в состав Первомайского сельского поселения.
На окраине посёлка, у реки Чулым, открыто Беляйское городище (Беляйское селище) и Беляйский курганный могильник. Археологический памятник Беляйское городище датируется ранним железным веком (2 век до н. э. — 4 век н. э.), развитым средневековьем (X—XI века). Решением облисполкома № 242 от 21.05.1973 находится под охраной государства.

## Население
| 2002 | 2010  | 2012  | 2013  | 2014  | 2015  | 2021  |
| ---- | ----- | ----- | ----- | ----- | ----- | ----- |
| 1244 | ↘1151 | ↘1109 | ↘1081 | ↘1069 | ↘1047 | ↗1113 |

## Инфраструктура
Беляйская основная общеобразовательная школа. При ней школьный краеведческий музей.
Действовала база речного пароходства, порт (пристань).

## Транспорт
Автомобильный и водный транспорт.